# Championnats de France d'escalade
Les Championnats de France d'escalade désignent un ensemble de compétitions d'escalade ayant pour objet de décerner le titre de Champion de France d'escalade dans chacune des disciplines de ce sport : la difficulté, le bloc et la vitesse. Depuis 2014, les titres de Champion et de Championne de France du classement combiné sont décernés basés sur le cumul des résultats dans les trois disciplines.
De tels championnats sont organisés chaque année sous l'égide de la Fédération française de la montagne et de l'escalade (FFME). Au fil des années, les dates et lieux de leurs éditions varient.

## Éditions

### Difficulté
| Année | Date       | Lieu                      | Champion          | Championne                       |
| ----- | ---------- | ------------------------- | ----------------- | -------------------------------- |
| 1988  |            | Avignon                   | Jacky Godoffe     | Isabelle Patissier               |
| 1989  |            | Laval                     | Alexandre Duboc   | Marie-Agnès Duval                |
| 1990  |            | Béziers                   | Didier Raboutou   | Nanette Raybaud                  |
| 1991  |            | Briançon                  | François Petit    | Isabelle Patissier               |
| 1992  |            | Aix-les-Bains             | François Legrand  | Isabelle Patissier               |
| 1993  |            | Toulouse                  | François Legrand  | Nanette Raybaud                  |
| 1994  |            | Tours                     | Arnaud Petit      | Liv Sansoz                       |
| 1995  |            | Besançon                  | Arnaud Petit      | Laurence Guyon & Nathalie Richer |
| 1996  |            | Pantin                    | François Petit    | Cécile Avezou                    |
| 1997  |            | Aix-en-Provence           | François Petit    | Stéphanie Bodet                  |
| 1998  |            | Canteleu                  | David Caude       | Cécile Avezou                    |
| 1999  |            | Grabels                   | Alexandre Chabot  | Liv Sansoz                       |
| 2000  |            | Saint-Michel-de-Maurienne | David Caude       | Delphine Martin                  |
| 2001  |            | Albertville               | Alexandre Chabot  | Stéphanie Bodet & Sandrine Levet |
| 2002  |            | Valence                   | Alexandre Chabot  | Sandrine Levet                   |
| 2003  |            | Albertville               | Alexandre Chabot  | Sandrine Levet                   |
| 2004  |            | Massy                     | Alexandre Chabot  | Caroline Ciavaldini              |
| 2005  |            | Albertville               | Alexandre Chabot  | Caroline Ciavaldini              |
| 2006  |            | Chamonix-Mont-Blanc       | Alexandre Chabot  | Caroline Ciavaldini              |
| 2007  | 6–7 avril  | Échirolles                | Michaël Fuselier  | Caroline Ciavaldini              |
| 2008  | 10–11 mai  | Pau                       | Fabien Dugit      | Charlotte Durif                  |
| 2009  | 6–7 juin   | Gémozac                   | Michaël Fuselier  | Florence Pinet                   |
| 2010  | 11–12 juin | Voiron                    | Manuel Romain     | Charlotte Durif                  |
| 2011  | 11–12 juin | Massy                     | Gautier Supper    | Charlotte Durif                  |
| 2012  | 26–27 mai  | Arnas                     | Romain Desgranges | Charlotte Durif                  |
| 2013  | 25–26 mai  | Niort                     | Romain Desgranges | Charlotte Durif                  |
| 2014  | 17–18 mai  | Niort                     | Romain Desgranges | Hélène Janicot                   |
| 2015  | 23–24 mai  | Gémozac                   | Romain Desgranges | Charlotte Durif                  |
| 2016  | 4–5 juin   | Pau                       | Gautier Supper    | Mathilde Becerra                 |
| 2017  | 10–11 juin | Valence                   | Manuel Romain     | Nolwenn Arc                      |
| 2018  | 9–10 juin  | Arnas                     | Romain Desgranges | Julia Chanourdie                 |
| 2019  | 8–9 juin   | Le Pouzin                 | Manuel Cornu      | Hélène Janicot                   |
| 2022  | 4–5 juin   | Laval                     | Romaric Geffroy   | Nolwenn Arc                      |
| 2023  | 10–11 juin | Tarbes                    | Nao Monchois      | Manon Hily                       |
| 2024  | 4-5 mai    | Tarbes                    | Lucas Dufros      | Manon Hily                       |
| 2025  | 10-11 mai  | Gémozac                   | Max Bertone       | Manon Hily                       |

### Bloc
| Année | Date               | Lieu                    | Champion                 | Championne          |
| ----- | ------------------ | ----------------------- | ------------------------ | ------------------- |
| 1998  |                    | L'Argentière-la-Bessée  | Daniel Du Lac            | Liv Sansoz          |
| 1999  |                    | Clamecy                 | Anthony Lamiche          | Marie-Laure Beghin  |
| 2000  |                    | Clamecy                 | Jérôme Meyer             | Sandrine Levet      |
| 2001  |                    | Clamecy                 | Alexandre Chabot         | Myriam Motteau      |
| 2002  |                    | Saint-Jean-de-Maurienne | Jérôme Meyer             | Sandrine Levet      |
| 2003  |                    | Firminy                 | Jérôme Meyer             | Sandrine Levet      |
| 2004  |                    | Apt                     | Daniel Du Lac            | Sandrine Levet      |
| 2005  |                    | Grenoble                | Stéphane Julien          | Sandrine Levet      |
| 2006  |                    | Plouha                  | Loïc Gaidioz             | Emilie Abgrall      |
| 2007  | 30 avril – 1er mai | Apt                     | Fabien Dugit             | Florence Pinet      |
| 2008  | 5–6 avril          | Fontainebleau           | Jérôme Meyer             | Juliette Danion     |
| 2009  | 10–11 avril        | Le Pouzin               | François Kaiser          | Florence Pinet      |
| 2010  | 30 avril – 1er mai | Bron                    | François Kaiser          | Mélissa Le Nevé     |
| 2011  | 8–9 avril          | Millau                  | François Kaiser          | Anne-Laure Chevrier |
| 2012  | 30–31 mars         | Millau                  | Guillaume Glairon Mondet | Mélanie Sandoz      |
| 2013  | 9–10 mars          | Chambéry                | Thomas Caleyron          | Mélissa Le Nevé     |
| 2014  | 29–30 mars         | Nozay                   | Jérémy Bonder            | Marine Thévenet     |
| 2015  | 28–29 mars         | La Baconnière           | Jérémy Bonder            | Fanny Gibert        |
| 2016  | 5–6 mars           | Toulouse                | Pascal Gagneux           | Clémentine Kaiser   |
| 2017  | 4–5 mars           | La Baconnière           | Alban Levier             | Fanny Gibert        |
| 2018  | 3–4 mars           | Massy                   | Manuel Cornu             | Fanny Gibert        |
| 2019  | 2–3 mars           | La Baconnière           | Jérémy Bonder            | Fanny Gibert        |
| 2020  | 22–23 février      | Charnay-lès-Mâcon       | Manuel Cornu             | Fanny Gibert        |
| 2022  | 26–27 février      | Plougoumelen            | Paul Jenft               | Fanny Gibert        |
| 2023  | 25–26 février      | Valence                 | Mejdi Schalck            | Oriane Bertone      |
| 2024  | 16-17 février      | Valence                 | Kito Martini             | Oriane Bertone      |
| 2025  | 8-9 février        | Anse                    | Adrien Lemaire           | Oriane Bertone      |

### Vitesse
| Année | Date            | Lieu          | Champion         | Championne          |
| ----- | --------------- | ------------- | ---------------- | ------------------- |
| 2004  |                 | Valence       | Nicolas Januel   | Anne-Laure Chevrier |
| 2005  |                 | Valence       | Sylvain Chapelle | Elodie Giroux       |
| 2008  | 2 novembre 2007 | Valence       | Nicolas Januel   | Mathilde Couchot    |
| 2009  | 30 mai          | Échirolles    | Sylvain Chapelle | Morgane Aveline     |
| 2010  | 13 juin         | Voiron        | Gautier Supper   | Morgane Aveline     |
| 2011  | 13 juin         | Massy         | Mickael Mawem    | Margot Heitz        |
| 2012  | 26 mai          | Arnas         | Yoann Le Couster | Esther Bruckner     |
| 2013  | 25 mai          | Niort         | Bassa Mawem      | Esther Bruckner     |
| 2014  | 10 mai          | Massy         | Yoann Le Couster | Anouck Jaubert      |
| 2015  | 25 avril        | Voiron        | Bassa Mawem      | Anouck Jaubert      |
| 2016  | 16 avril        | Voiron        | Bassa Mawem      | Anouck Jaubert      |
| 2017  | 1er avril       | Saint-Étienne | Guillaume Moro   | Anouck Jaubert      |
| 2018  | 31 mars         | Niort         | Bassa Mawem      | Victoire Andrier    |
| 2019  | 30 mars         | Massy         | Bassa Mawem      | Aurélia Sarisson    |
| 2022  | 30 mars         | Massy         | Bassa Mawem      | Aurélia Sarisson    |
| 2023  | 18 mars         | Besançon      | Bassa Mawem      | Capucine Viglione   |
| 2024  | 16 mars         | Anse          | Pierre Rebreyend | Capucine Viglione   |

### Combiné
| Année | Date                        | Lieu                             | Champion          | Championne       |
| ----- | --------------------------- | -------------------------------- | ----------------- | ---------------- |
| 2014  | 30 mars – 10 mai – 18 mai   | Nozay – Massy – Niort            | Benoît Heintz     | Charlotte Durif  |
| 2015  | 29 mars – 25 avril – 24 mai | La Baconnière – Voiron – Gémozac | Manuel Cornu      | Charlotte Durif  |
| 2016  | 6 mars – 16 avril – 5 juin  | Toulouse – Voiron – Pau          | Clément Vernaison | Mathilde Becerra |
| 2017  | – – –                       | Valence – La Baconnière – ?      | Maël Bonzom       | Julia Chanourdie |
| 2018  | – – –                       | Arnas – Massy – ?                | Sam Avezou        | Julia Chanourdie |
| 2019  | – – –                       | Arnas – Massy – ?                | Manuel Cornu      | Hélène Janicot   |